# Amir Haddad
Amir Haddad (Parijs, 20 juni 1984) is een Frans zanger.

## Biografie
Haddad werd geboren in 1984 in Parijs uit een Tunesische moeder en een Marokkaans-Spaanse vader. Op achtjarige leeftijd maakte hij met zijn joodse gezin de alia naar Israël. In 2006 begon hij zijn muzikale carrière door deel te nemen aan Kokhav Nolad, een Israëlische talentenjacht. Na vier weken werd hij uitgeschakeld. Nadien deed hij zijn legerdienst en maakte hij zijn studies tandheelkunde af in Jeruzalem. In 2011 bracht hij zijn eerste album uit.
In 2014 keerde Haddad terug naar zijn geboorteland, waar hij deelnam aan The Voice. Hij haalde de finale en eindigde uiteindelijk op de derde plaats. Twee jaar later werd hij door de Franse openbare omroep intern geselecteerd om Frankrijk te vertegenwoordigen op het Eurovisiesongfestival 2016, dat gehouden werd in de Zweedse hoofdstad Stockholm. Daar heeft hij aangetreden met het nummer J'ai cherché. Amir bereikte de 6de plaats. In de Franse hitlijsten deed J'ai cherché het ook goed, daar bereikte het de 2e positie. Later bracht hij o.a. nog de singles On dirait, Au cœur de moi en États d'amour uit.

## Discografie

### Albums
| Album met hitnotering(en) in de Vlaamse Ultratop 200 albums | Datum van verschijnen | Datum van binnenkomst | Hoogste positie | Aantal weken | Opmerkingen |
| ----------------------------------------------------------- | --------------------- | --------------------- | --------------- | ------------ | ----------- |
| Au cœur de moi                                              | 2016                  | 25-06-2016            | 136             | 1            |             |

### Singles
| Single met hitnotering(en) in de Vlaamse Ultratop 50 | Datum van verschijnen | Datum van binnenkomst | Hoogste positie | Aantal weken | Opmerkingen                          |
| ---------------------------------------------------- | --------------------- | --------------------- | --------------- | ------------ | ------------------------------------ |
| J'ai cherché                                         | 2016                  | 14-05-2016            | tip5            | -            | inzending Eurovisiesongfestival 2016 |
| On dirait                                            | 2016                  | 10-09-2016            | tip             | -            |                                      |
| À ta manière                                         | 2017                  | 01-04-2017            | tip47           | -            |                                      |
| Longtemps                                            | 2018                  | 15-12-2018            | tip             | -            |                                      |
| La fête                                              | 2020                  | 04-07-2020            | tip             | -            |                                      |